# Nesitathra
Nesitathra is een geslacht van rechtvleugeligen uit de familie krekels (Gryllidae). De wetenschappelijke naam van dit geslacht is voor het eerst geldig gepubliceerd in 1985 door Otte & Rentz.

## Soorten
Het geslacht Nesitathra  is monotypisch en omvat slechts de volgende soort:
- Nesitathra philipensis (Otte & Rentz, 1985)